# Episodi di Squadra Speciale Cobra 11 (venticinquesima stagione)
La venticinquesima stagione della serie televisiva Squadra Speciale Cobra 11, composta da 14 episodi, è stata trasmessa in prima visione assoluta, in Germania, su RTL. I primi sei episodi sono stati trasmessi dal 20 agosto al 24 settembre 2020, mentre i restanti otto sono andati in onda dal 29 luglio al 12 agosto 2021. Gli episodi sono stati pubblicati in anteprima sulla piattaforma TVnow di RTL Group dal 12 luglio 2021, completando l'intera stagione.
In Italia la stagione è stata trasmessa in prima visione assoluta su Rai 2 dal 24 giugno al 17 agosto 2021. 
| nº | Titolo originale   | Titolo italiano                    | Prima TV Germania | Prima TV Italia |
| -- | ------------------ | ---------------------------------- | ----------------- | --------------- |
| 1  | Der Neue           | La nuova squadra                   | 20 agosto 2020    | 24 giugno 2021  |
| 2  | Die ganze Wahrheit | Tutta la verità                    | 20 agosto 2020    | 24 giugno 2021  |
| 3  | Schöne neue Welt   | Il nuovo mondo                     | 27 agosto 2020    | 1º luglio 2021  |
| 4  | Kollision          | Collisione                         | 10 settembre 2020 | 1º luglio 2021  |
| 5  | Abgründe           | La verità di Semir                 | 17 settembre 2020 | 8 luglio 2021   |
| 6  | Ein langer Weg     | Sulla strada giusta                | 24 settembre 2020 | 8 luglio 2021   |
| 7  | Stiller Schmerz    | Un dolore silenzioso               | 29 luglio 2021    | 15 luglio 2021  |
| 8  | Erbarmungslos      | Fermo o sparo!                     | 29 luglio 2021    | 15 luglio 2021  |
| 9  | Abflug             | Il decollo                         | 29 luglio 2021    | 22 luglio 2021  |
| 10 | Identität          | Identità                           | 5 agosto 2021     | 22 luglio 2021  |
| 11 | Völlig schmerzfrei | Istinto paterno                    | 5 agosto 2021     | 10 agosto 2021  |
| 12 | Der Todesengel     | Il nemico interiore                | 5 agosto 2021     | 10 agosto 2021  |
| 13 | Das Team           | La squadra (prima e seconda parte) | 12 agosto 2021    | 17 agosto 2021  |
| 14 | Das Team           | La squadra (prima e seconda parte) | 12 agosto 2021    | 17 agosto 2021  |

## La nuova squadra
- Titolo originale: Der Neue

### Trama
Semir ritorna in Germania dopo dieci mesi con sua madre, che è riuscito a liberare da una prigione turca; questo lo ha portato all’estremo dei suoi limiti sia fisici che psicologici. Durante l'assenza del poliziotto, ci sono stati dei cambiamenti. Andrea si è trasferita con le bambine a Copenaghen e ha una relazione a distanza con Semir. I suoi unici legami familiari a Colonia sono Dana e sua madre Selma, con la quale è ritornato da Istanbul. Dana è ancora in servizio all'autostradale, ma anche la centrale di polizia è cambiata molto. Per diversi mesi, il nuovo duo di investigatori della squadra è stato formato da Vicky Reisinger e Max Tauber. A seguito di un litigio con dei giornalisti troppo aggressivi, Max viene esonerato dalle sue funzioni da Roman Kramer, il nuovo capo dell'autostradale, che, seppur attraverso un periodo di prova, decide di reintegrare Semir accanto a Vicky. Max viene degradato, ed ora diventa il collega di Dana. La squadra intanto indaga sul rapimento della diciottenne Larissa Grewe, scomparsa 5 anni prima. Le indagini, però, svelano un retroscena sulla scomparsa della ragazza: poco dopo la sua sparizione aveva vissuto con un assassino, Alessandro Pezella. Tempo prima questo era stato incaricato da un boss della mafia italiana di uccidere una famiglia con un bambino, Flavio, che invece aveva salvato e portato con sé, adottandolo illegalmente. Larissa, venuta a conoscenza del passato di Flavio e dei crimini commessi da Pezella, scappa in Germania con il bambino, scatenando una reazione a catena: l’assassino, per paura che il boss scopra la verità, vuole eliminare la ragazza e il piccolo, ma sulle sue tracce ci sono già Semir e Vicky. Dopo un inseguimento su strada e poi nella foresta scongiurano il peggio e li salvano dal criminale, che verrà ucciso. Nel finale dell'episodio Semir, avvertito da un suo amico e collega di Dortmund, comincia ad avere dei dubbi sull'oscuro passato di Vicky.
- Ascolti Italia: telespettatori 1.214.000 – share 6,20%[5]

## Tutta la verità
- Titolo originale: Die ganze Wahrheit

### Trama
Semir mette Vicky a confronto con il suo passato, mentre arriva un nuovo caso: il condannato assassino Ramin fugge dal carcere e prende in ostaggio l'infermiera Maria. Durante il tentativo di salvataggio, si scopre che Maria è innamorata e complice di Ramin. Vicky scopre che sono stati commessi degli errori giudiziari nell'indagine all'epoca. E come se volesse cancellare il suo passato, si schiera dalla parte di Ramin, con conseguenze fatali: Maria viene uccisa e Ramin è latitante e sospettato principale. La sua colpevolezza, inizialmente creduta da Semir, viene smentita: Vicky, sospesa dal servizio per aver fatto rilasciare Ramin, continua ad indagare e capisce che il vero colpevole è il datore di lavoro di Maria: questo però la tramortisce e cerca di ucciderla per coprire i propri crimini. Per fortuna Semir, grazie ad un messaggio inviatogli della collega, la rintraccia: durante un combattimento corpo a corpo, nel quale rischia di essere strangolato, Vicky uccide il criminale con la pistola del poliziotto. L'episodio si chiude con Semir che chiede a Kramer di dare un'altra possibilità alla poliziotta, mentre quest'ultima sembra riconciliarsi con l'ex Marc Schaffrath.
- Ascolti Italia: telespettatori 1.073.000 – share 6,10%[5]

## Il nuovo mondo
- Titolo originale: Schöne neue Welt

### Trama
Semir e Vicky hanno un nuovo caso: arrestare un operaio che ha investito un manifestante ambientalista. La vicenda si intreccia con la storia personale dell'operaio che ha cresciuto da solo una figlia. Infatti la madre lì ha lasciati per diventare un'ambientalista convinta. Scopre anche che sua figlia, dopo aver riallacciato i rapporti con la madre, vuole andare all'estero. L'operaio vuole vendicarsi per l'odio che sua figlia prova per lui.
- Ascolti Italia: telespettatori 1.077.000 – share 5,50%[6]

## Collisione
- Titolo originale: Kollision

### Trama
Il nuovo caso riguarda l'omicidio di un imprenditore edile durante un maxi-tamponamento sull'autostrada. Semir sarà costretto ad affrontare il figlio dell'uomo che ha ucciso in Turchia per poter liberare sua madre. Mentre Vicky risolve il caso Semir indaga per rintracciare l'uomo. Quest'ultimo riesce a sequestrare la madre di Semir e solo l'intervento di Vicky salverà Semir da morte certa.
- Ascolti Italia: telespettatori 915.000 – share 5,10%[6]

## La verità di Semir
- Titolo originale: Abgründe

### Trama
La squadra indaga sul caso della studentessa Jette, che è annegata nel lago con la sua auto. Una traccia li conduce dal patrigno Falk, un ex alpinista estremo, che ora gestisce un progetto per la riabilitazione dei giovani delinquenti. Quando Semir e Vicky scoprono che Jette aveva una relazione con il suo patrigno, pensano di aver trovato il colpevole, ma non hanno le prove per arrestarlo. In realtà ad uccidere Jette è stato uno dei tre ragazzi problematici di Falk che voleva a tutti i costi partire per il Monte Bianco. I tre ragazzi iniziano una colluttazione con Falk fino a colpirlo con una piccozza da alpinismo e rapiscono la madre di Jette. Dopo un inseguimento in autostrada, i tre finiscono per essere arrestati da Semir e Vicky.
- Ascolti Italia: telespettatori 908.000 – share 4,70%[7]

## Sulla strada giusta
- Titolo originale: Ein langer Weg

### Trama
Stefan Leitner, capo della squadra di polizia di Dortmund ed ex capo di Vicky, a causa delle indagini interne, tenta di incastrare il giovane Mo Aguta, promessa del calcio che è costretto ad abbandonare dopo il duro pestaggio subito da parte di Frank e i suoi colleghi tra cui Marc Schaffrath, ex fidanzato di Vicky. Mettendo della droga nel suo armadietto, tenta di arrestarlo e di collegarlo ad un boss del narcotraffico libanese. Marc lo aiuta a scappare. Poco dopo Mo viene ricoverato in ospedale perché Leitner ha tentato di ucciderlo con un ordigno nella sua abitazione. Marc e Vicky portano via dall'ospedale Mo affinché possa testimoniare. Vengono scoperti da Semir e Max che li aiutano quando Leitner rapisce Mo e Marc. L'obbiettivo è portare Mo sul luogo della retata contro il boss. Lì, Leitner spara a Mo ma non lo uccide, mentre porta via Marc come ostaggio. Dopo varie sparatorie e corpo a corpo, Leitner viene arrestato ma Vicky rischia di cadere dal ponte dopo essere stata colpita da un proiettile. Per fortuna viene salvata da Max e Marc. Infine, Semir e Max hanno un’accesa discussione riguardante l'incidente che Max ha provocato facendo del male a Dana. Lite scaturita dalle preoccupazioni di Dana per i segreti del padre.
- Ascolti Italia: telespettatori 836.000 – share 4,90%[7]

## Un dolore silenzioso
- Titolo originale: Stiller Schmerz

### Trama
Il nuovo caso di Vicky e Semir riguarda il presunto stupro di Bettina Helbig. Quando un riscontro parziale del DNA collega Bettina a una scena del crimine, la donna confessa anche l'omicidio di Thomas Tetzlaff, un terapeuta. Il caso diventa ancora più complicato visto che le indagini le danno un solido alibi. Bettina sta nascondendo qualcosa e deve esserci un collegamento tra la vittima dell’omicidio e lo stupratore. Infatti Bettina ha due sorelle Jana e Daniela. La vera vittima di stupro è Jana che in un videomessaggio annuncia il suo suicidio incapace di superare il dolore nonostante l'amore delle sue sorelle. Bettina e Daniela vogliono vendicarsi ma il piano non contempla l'omicidio, soltanto false accuse per incastrare i tre stupratori. Daniela, però, decide di uccidere riuscendo a farne fuori due su tre per via dell'intervento di Semir e Vicky che rovina i suoi propositi. Viene arrestata ma i due poliziotti non sono soddisfatti poiché non possono arrestare il terzo stupratore. Cosi usano il videomessaggio di Jana che, messo in rete, provoca la rovina del terzo uomo. Semir rivela a Vicky che ha chiesto un prestito da cinquantamila euro per comprare l'eroina da nascondere per incastrare l'uomo che ha ucciso in Turchia.
- Ascolti Italia: telespettatori 1.124.000 – share 5,80%[8]

## Fermo o sparo!
- Titolo originale: Erbarmungslos

### Trama
Florian Grüber e la sua fidanzata vengono uccisi in un'area di sosta di notte. L’assassino incappucciato ruba la loro auto e poco dopo la usa come veicolo di fuga per una rapina in banca. Sorpreso da Vicky uccide uno degli ostaggi presi in banca e fugge con la signora Voight, direttrice della filiale. Dopo un luogo inseguimento, riesce a sbarazzarsi di Vicky e Semir e uccide Voight. Ad un certo punto, Semir e Vicky riescono finalmente a rintracciare il criminale, solo per rendersi conto che il gioco del gatto col topo è appena iniziato. Infatti il criminale di nome Simon Dumov si nasconde in un piccolo centro abitato dove si trova la sua abitazione. Viene arrestato da Semir. Simon lavorava come controllore di volo e viene licenziato per un tumore benigno all'occhio. Indagando, Vicky e Semir scoprono un complice ovvero Ivon Novak, la postina del piccolo centro abitato. Per scagionare Simon, Ivon deve fornirgli un alibi cioè commettere un omicidio con la stessa arma usata nella rapina. Vicky riesce ad intercettare Ivon che confessa gli omicidi, le rapine e si fa ammazzare. Simon viene rilasciato ma viene messo al corrente del sacrifico di Ivon per liberarlo. Mentre esce dalla sala interrogatori, Simon vede il video della morte di Ivon, ruba una pistola e spara ma viene fermato da Semir. Max chiede dei favori ed ottiene dei verbali dai quali capisce quello che Semir ha fatto in Turchia.
- Ascolti Italia: telespettatori 1.079.000 – share 6,40%[8]

## Il decollo
- Titolo originale: Abflug

### Trama
Un giovane studente dell'accademia di volo ha un incidente in autostrada e muore. Nel bagagliaio dell'auto, prestata da Sara, un'allieva dell'accademia, vengono rinvenuti diversi chili di cocaina. Le indagini rivelano la manomissione dei freni, quindi si tratta di omicidio. Semir e Vicky indagano sulla scuola di volo per piloti professionisti, che ha più di un segreto da nascondere. I due si rendono conto che si tratta di qualcosa di completamente diverso dalla droga. Infatti nella scuola si tengono delle prove di coraggio ovvero atti di nonnismo molto pericolosi. In uno di questi, Ralf ha un brutto incidente che ne compromette la psiche. Per questo fallisce un importante test. Infatti l'auto, da lui manomessa, avrebbe dovuto uccidere Sara. Deciso a vendicarsi, rapisce Sara e decide di sottoporla a una prova di coraggio fatale. Infatti la ragazza legata in un aereo si scontrerà con un camion da lui guidato. L'arrivo di Vicky e Max salva la ragazza. Vicky riesce a salire sull'aereo e evita lo scontro, mentre Max con l'auto di servizio si lancia contro il camion-cisterna facendolo capovolgere. 
- Ascolti Italia: telespettatori 1.137.000 – share 6,20%[9]

## Identità
- Titolo originale: Identität

### Trama
Marc Schaffrath, dopo aver accettato un incarico sotto copertura come informatore per l'LKA che potrebbe consentirgli di rientrare in polizia, incontra Vicky per raccontarle della sua seconda possibilità. Poco dopo l'incontro, un uomo di nome Rupert irrompe nell'appartamento di Vicky e afferma che Marc ha rapito la sua ragazza Maja. Quando Semir arriva da Vicky, si imbatte in Rupert e lo ferma. Ma Vicky è già incerta sul ruolo che Marc gioca davvero. Sta mettendo di nuovo in pericolo persone innocenti, come a Dortmund? In realtà, Marc aveva ricevuto dal capo l'ordine di ucciderla, così decide di nasconderla visto che Maja si era recata, insieme a Rupert, in una discoteca e aveva assunto della droga. A causa degli effetti, Maja si sente male ed entra in una area privata dove c'è il proprietario del locale con i suoi uomini e sviene. Per questo doveva essere eliminata. Marc, che sta raccogliendo informazioni sul proprietario che ha contatti con un boss ricercato dall'Lka, sta curando Maja perché vuole scoprire se ricorda qualcosa che ha visto nell'area privata. Nel frattempo un cadavere viene trovato con un trauma cranico. In realtà, Felix è il ragazzo morto che ha lo stesso tatuaggio di Rupert che rappresenta il logo della società che hanno creato insieme tutti e tre. Felix vuole vendere la società è può farlo visto che risulta come unico proprietario lasciando i due al verde. Maja cosi investe Felix uccidendolo. I due nascondono il corpo. Vicky e Semir arrestano i due e salvano la copertura di Marc. Max ottiene nuove prove e costringe Semir a dire la verità a Dana.
- Ascolti Italia: telespettatori 954.000 - share 5,90%[9]

## Istinto paterno
- Titolo originale: Völlig schmerzfrei

### Trama
Roman Kramer crede che suo figlio Nino sia coinvolto in un crimine. Ma in realtà, Kramer ha scambiato suo figlio con Leonhard. Quest'ultimo insieme al suo amico Dennis rubano a Berdan Turaschwilli, un trafficante d'armi con copertura di mercante d'arte e addetto culturale con passaporto diplomatico, alcuni gioielli. Tra di questi ve ne è uno appartenente al tesoro di Augusto il forte, a loro volta rubato in una rapina presso Weimar. Dennis e Leonhard finiscono nel mirino del criminale che vuole risolvere il problema a modo suo: senza la polizia e senza testimoni. Dennis ha la peggio e muore mentre Leo cerca di salvare se stesso e la sua fidanzata incinta. Decide di consegnare alla polizia il gioiello visto la ricompensa di cinquecentomila euro, nasconde gli altri nel freezer della fidanzata. Con l'aiuto di Semir e Vicky, Kramer vuole evitare il peggio, ma il trafficante d'armi ha già preso il controllo. Si scopre che l'avvocato di Berdan è il padre di Leo che cerca di mediare una soluzione utile per tutti. Il trafficante è deciso a sbarazzarsi di Leo e gli altri anche se avrà i gioielli indietro. La fidanzata di Leo ha però trovato e nascosto il bottino in cantina. Per fortuna Kramer salva Leo, mentre Vicky salva il padre e la fidanzata. Semir arresta il trafficante. Vicky inizia a soffrire dolori per via di quello capitato ai suoi reni.
- Ascolti Italia: telespettatori 992.000 – share 6,00%[10]

## Il nemico interiore
- Titolo originale: Der Todesengel

### Trama
Vicky si schianta in autostrada ma fortunatamente sopravvive all'incidente senza problemi apparenti. Tuttavia un’analisi più approfondita rivela che gli antidolorifici le hanno danneggiato i reni ed ha bisogno di dialisi: Vicky è scioccata. Quando Isabella, la sua compagna di stanza che ha una malattia ai reni muore, è sempre più preoccupata. Dopo aver fatto delle ricerche scopre che anche altri pazienti sono morti per degli arresti cardiaci improvvisi. Vicky osserva da vicino il personale infermieristico e presto ha dei sospetti. Nel frattempo, mette a conoscenza Semir dei suoi dubbi e riesce a convincerlo ad aiutarla. Anche la dottoressa Kesseler, che assiste Vicky, ha dei dubbi sulle morti in ospedale. Max racconta a Dana delle sue scoperte sul padre. Semir è intento a dare la caccia a un gruppo di ladri di bancomat.
La prima sospettata di Vicky è l'infermiera Nicole che lavora nel reparto con la madre Monica, a sua volta infermiera. Grazie a Semir, scopre che entrambe avevano lavorato in un'altra clinica. Mentre Semir si reca in questa clinica, incontra uno dei ladri che si sta facendo medicare e dopo una breve fuga, lo arresta. Inoltre incontra la dottoressa Kessler e insieme scoprono che anche lì ci sono state vittime. Mentre fa la dialisi Vicky osserva Monica salvare una paziente da un arresto cardiaco. Monica è messa alle strette da Vicky e iniziano una lunga lotta. Semir e la dottoressa si recano in ospedale per salvare Vicky. Quest'ultima finisce in una cella frigorifera dell'ospedale. Monica si suicida con lo stesso farmaco che usava per far collassare i pazienti. Vicky viene rianimata ed è salva. Purtroppo ha bisogno di un trapianto di reni.
- Ascolti Italia: telespettatori 884.000 – share 6,10%[10]

## La squadra (prima parte)
- Titolo originale: Das Team

### Trama
Vicky ha bisogno di un nuovo rene. Tutti i membri della squadra si sottopongono ai test di compatibilità, soltanto Marc risulta idoneo come donatore, ma sta lavorando sotto copertura. Per questo chiede all'agente Bausch dell'LKA di uscire dall'operazione, ma la richiesta viene respinta. Vicky chiama Marc al telefono ma capisce che è nei guai. Durante la sua ricerca Semir e Vicky si immergono nel mondo del contrabbandiere di esseri umani Youssef Allawi, contro il quale Marc è impegnato ad infiltrarsi come corriere. Marc deve fare una consegna per Allawi e deve trovare Sarina, che lavora al bancone del bar. Semir e Vicky sono sul luogo della consegna ma Marc non c'è. I due seguono i corrieri, recuperano i soldi e Semir, sotto copertura, li porta ad Allawi. Marc ruba il telefono del suo controllore e avverte Bausch di trovare Sarina. Marc e il suo controllore rintracciano Sarina e viene portata da Allawi, mentre Semir viene rinchiuso perché non creduto. Riesce a liberarsi e a contattare Vicky che gli fornisce l'indirizzo dove raggiungerla. Sarina era su uno dei barconi di Allawi che è naufragato uccidendo la sua famiglia. Sarina vuole vendicarsi facendo detonare una bomba per uccidere Allawi. La bomba esplode facendo saltare in aria l'auto dove Marc si era rifugiato per via della sparatoria in corsa. Si pensa che Marc sia morto nell'esplosione e viene perfino accusato. Purtroppo le indagini di Max fanno partire un'inchiesta della BKA su Semir e il suo operato in Turchia e hanno anche un mandato d'arresto. Max e Dana si lasciano. Semir viene arrestato.
- Ascolti Italia: telespettatori 810.000 – share 5,00%[11]

## La squadra (seconda parte)
- Titolo originale: Das Team

### Trama
Semir è in prigione, Vicky non è più una poliziotta e Marc, dichiarato morto, viene scambiato per un assassino. Sarina viene rimpatriata con un volo per Bassora e Allawi non viene incriminato. Vicky, nonostante debba fare la dialisi, spinge per riparare all'ingiustizia in una campagna contro l'uomo che ha tradito il suo ragazzo. Semir, in prigione, ottiene informazioni su Allawi che avrebbe un asso nella manica visto che ha in ostaggio un informatore dell'LKA. Max trova una pista sull'eroina comprata da Semir. Max va da Semir dicendogli di aver un modo per tirarlo fuori, ma i due hanno una discussione furiosa. Max e Dana trovano e arrestano un uomo coinvolto nella rete di spaccio e questo permette di scarcerare Semir. Vicky viene tramortita dagli uomini di Allawi e portata da Marc diventando ostaggio a sua volta. Semir mette alle strette Bausch che gli racconta di essere costretto a collaborare con Allawi per salvare Marc. Bausch racconta anche che il trafficante sta riorganizzando la sua attività. Jakob Grothe, il socio di Allawi, ricicla il denaro in attività di locazione di immobili. Allawi scopre che il viaggio di Sarina era stato organizzato da Grothe. Quest'ultimo uccide Allawi e prende in ostaggio Marc mentre Vicky scappa e viene trovata da Semir e Max. Mentre Marc viene colpito ad una gamba, Grothe trova Vicky e la prende nuovamente in ostaggio e fugge con l'auto. Semir e Max li inseguono e le auto finiscono in un laghetto. Salvano Grothe che però aveva scaricato Vicky in un campo agricolo. Nonostante tutto salvano Vicky. Due mesi dopo, Max e Dana sono tornati insieme, Vicky ha subito il trapianto ed è tornata in polizia. Nel frattempo Semir si costituisce e finisce in prigione concludendo la serie con queste parole: Ho prelevato illegalmente cinquantamila euro dalla depositeria giudiziaria e con quelli ho comprato dell’eroina a Istanbul che ho nascosto in casa di Ahmed per farlo incriminare. Sono pronto a pagare per questo, la mia coscienza me lo impone. Devo farlo, per essere fedele a me stesso e per salvare il mio onore.
- Ascolti Italia: telespettatori 802.000 – share 5,70%[11]